# یایلاپینار (فکه)
یایلاپینار (به ترکی استانبولی: Yaylapınar) یک منطقهٔ مسکونی در ترکیه است که در فکه، ترکیه واقع شده‌است.